# Flor Núñez
Flor Núñez (Caracas, Venezuela, 23 de mayo de 1954) es una actriz venezolana, quien ha tenido una larga carrera tanto en su país como en Puerto Rico y Estados Unidos.

## Biografía
Nacida en Caracas, Flor Núñez estudió Derecho pero, desde sus comienzos, amó ser actriz. Comenzó su carrera en 1977 Venevisión con la telenovela La Zulianita de Venevisión y su primera protagonización se llevó a cabo en 1980 con Buenos días, Isabel junto a José Bardina, lo que llevó a realizar diversas telenovelas y series en esa misma cadena televisiva, tanto como protagonista como contrafigura.
En 1991 firma contrato con RCTV para encarnar a la malvada Pastora Lara Portillo en El desprecio, junto a Flavio Caballero  y Maricarmen Regueiro, lo que significó un hito en su carrera. 
En 1998 deja RCTV y vuelve a Venevisión con Enséñame a querer. En 2001 en RCTV asume otro papel de villana, el de Águeda Ozores, en La soberana con Eileen Abad y Albi De Abreu. 
En 2006 participa en Dueña y señora en Puerto Rico. En 2007 vuelve a RCTV con Mi prima Ciela, siendo su último papel en esa televisora
Posteriormente trabaja para Telemundo en El rostro de Analía. En 2014 vuelve a Venezuela gracias a la telenovela Nora de Televen.  En 2016 estrenó en Miami el monólogo Memorias de Tere, el cual fue especialmente escrito para ella por Carlos Roa Viana y Eduardo Haiek.
Flor Núñez cuenta con más de 40 años de carrera artística con más de 30 producciones.

## Filmografía

### Televisión

#### Telenovelas
| Telenovela                                     | Personaje                   | Año  |
| ---------------------------------------------- | --------------------------- | ---- |
| Silvana sin lana                               | Sara de Carmen              | 2016 |
| Nora                                           | Belén Rojas                 | 2014 |
| Sacrificio de mujer                            | Amada Vilarte               | 2011 |
| El rostro de Analía                            | Agustina Moncada            | 2008 |
| Mi prima Ciela                                 | Jimena Ávila de Zambrano    | 2007 |
| Dueña y señora                                 | Ivana Borges de Santa Rosa  | 2006 |
| Al filo de la ley                              |                             | 2002 |
| La soberana                                    | Águeda Ozores               | 2001 |
| Calypso                                        | Otilia Gades                | 1999 |
| Enséñame a querer                              | Misia Flor                  | 1998 |
| María de los Ángeles                           | Rosalinda Vargas de Basanta | 1997 |
| La Inolvidable                                 | Jacinta Leal                | 1996 |
| De oro puro                                    | Auriselvia Luzardo          | 1994 |
| El desprecio                                   | Pastora Lara Portillo       | 1991 |
| La iluminada                                   |                             | 1990 |
| Yara prohibida                                 | Mireska                     | 1988 |
| Ave de paso                                    |                             | 1987 |
| Las amazonas                                   | Consuelo                    | 1985 |
| La mujer sin rostro                            | Isabel                      | 1984 |
| La otra mujer (también conocida como Mi rival) | Yomaira                     | 1983 |
| La bruja                                       | Lucía Dos Santos            | 1982 |
| María Fernanda                                 | María Fernanda              | 1981 |
| Mi mejor amiga                                 | Graciela                    | 1981 |
| Tres Destinos                                  | Luciana                     | 1981 |
| Buenos días, Isabel                            | Isabel                      | 1980 |
| Emilia                                         | Leticia                     | 1979 |
| Rosángela                                      |                             | 1979 |
| María del Mar                                  | Inocencia                   | 1978 |
| La Zulianita                                   | Aidé                        | 1976 |

#### Series y Miniseries
| Serie/Miniserie                 | Personaje                                                                                         | Año  |
| ------------------------------- | ------------------------------------------------------------------------------------------------- | ---- |
| Escándalos                      | Carmen de Limanski (Episodio: La becaria) Mamá de Adriana Marcano (Episodio: La belleza interior) | 2015 |
| 11-11: En mi cuadra nada cuadra | Doña Consuelo                                                                                     | 2014 |
| Decisiones                      |                                                                                                   | 2005 |
| Psicosis                        | Petra                                                                                             | 2003 |
| Taxi                            |                                                                                                   | 1990 |
| Un día antes de decir: "Basta"  |                                                                                                   | 1990 |
| Todo el año es Navidad          |                                                                                                   | 1989 |
| La duda                         |                                                                                                   | 1988 |
| Las tres caras de Eva           |                                                                                                   | 1982 |

#### Unitarios
| Unitarios      | Personaje | Año  |
| -------------- | --------- | ---- |
| La viuda negra |           | 1990 |
| Volveré por ti |           | 1982 |
| Llena de vida  |           | 1982 |
| Volver a ti    |           | 1982 |
| Lecho nupcial  |           | 1980 |

### Cine
| Película              | Personaje           | Año  |
| --------------------- | ------------------- | ---- |
| Las combatientes      | Laura               | 2004 |
| Disparen a matar      | Nancy               | 1990 |
| Píntalo de negro      | Federica            | 1989 |
| Mariposas, S.A.       | Mariposa Lander     | 1986 |
| Ya Koo                | Fedra               | 1985 |
| Diles que no me maten | Emperatriz Richarly | 1985 |

## Teatro
(Reseña parcial)
- La zapatera prodigiosa (1971)
- El abuelo (1972)
- Historias con cárcel (1974)
- La decente (1975)
- Los buitres (1977)
- Jinetes hacia el mar
- Canción de Navidad (1980)
- Lecho nupcial (1981)
- En el vasto silencio de Manhattan (1982)
- El malentendido (1985)
- Mariana Pineda (1986)
- Chúo Gil (1987)
- Flor de presidio (1988)
- El vendedor (1989, 1997)
- Fama de mujer amada (1990)
- La aprendiz de bruja (1991)
- Pareja abierta (1998)
- Flor de la Noche (Musical de canciones, poemas y algo más) (1998)
- Tengamos el sexo en paz (2000, 2001, 2003, 2004, 2006, 2007)
- Féminas (2004)
- Pareja de damas (2006)
- Memorias de Tere (2016)
- Fleco y lentejuela (2018)
- Memorias de Venezuela (2018, 2019)

- Datos: Q9260881